# Långsbergens naturreservat

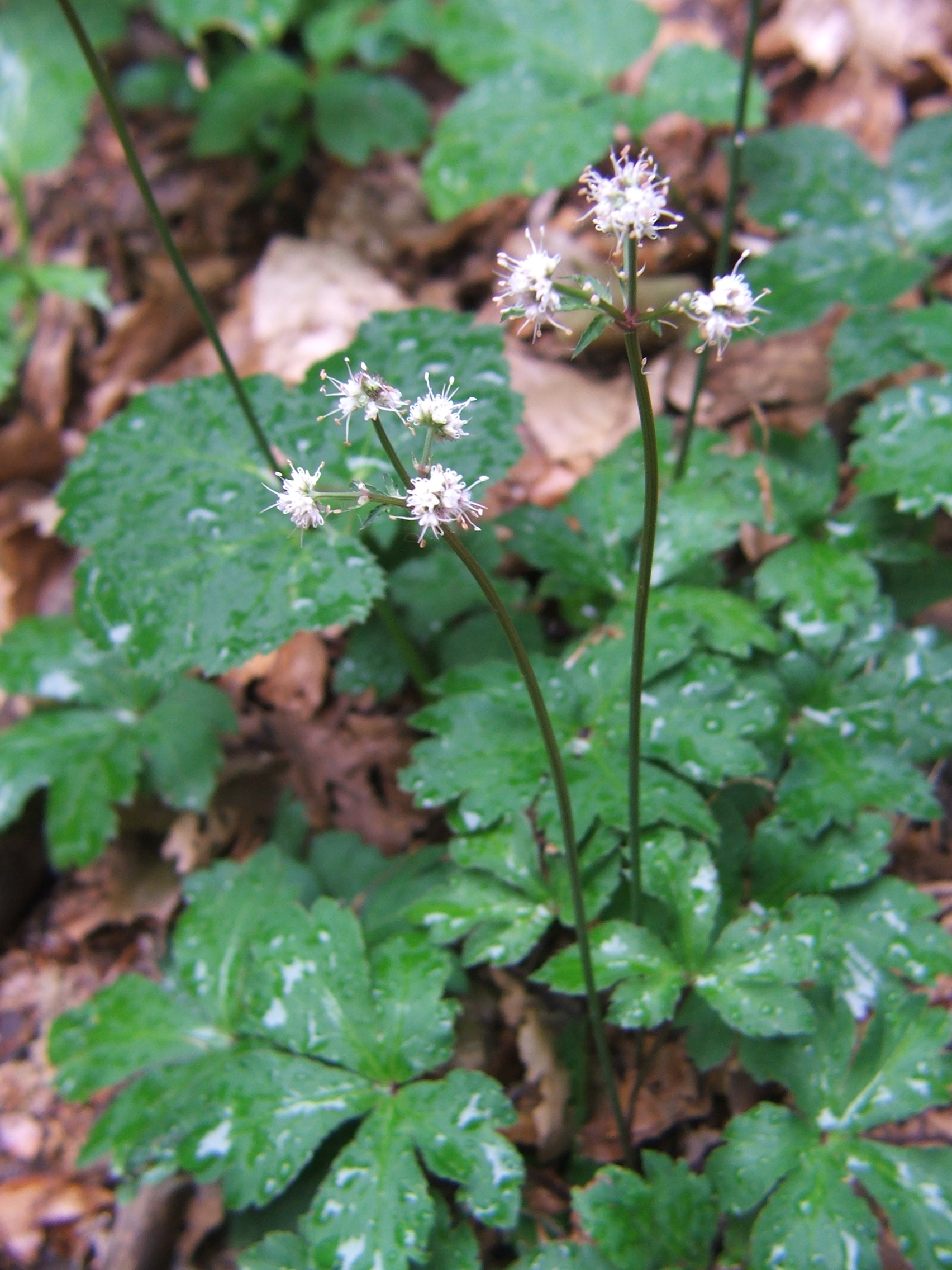
Sårläka

Långsbergen är ett naturreservat i Hjärtums socken i Lilla Edets kommun i Västra Götalands län.
Reservatet är skyddat sedan 2005 och omfattar 125 hektar. Det är beläget 5 km norr om Hjärtums kyrka, väster om vägen mellan Trollhättan och Lilla Edet. 
Väster om Göta älv reser sig höga bergbranter mot den skogklädda Väktorplatån. Genom branterna går skarpa dalgångar vari flera sjöar bildats. På nordöstsidan av sjön Utby Lång reser sig terrängen brant 60-70 meter upp mot platån. Reservatet omfattar en del av dessa branter samt ovanliggande platåområdet med fyra småsjöar. I reservatet ingår branterna söderut mellan det högt belägna Pikestensröset och åkermarkerna längre ned i älvdalen.
Området är ganska kalkfattigt men är mer kalkrikt i vissa delar i de s.k. rikkärrspartierna där skalgruslager påträffats.
I områdets skogar växer mest gran och tall med inslag av ek. I skogen ses växter som blåbärsris, kruståtel, blåsippa, skogsbingel och sårläka. I rikkärren finns arter som klubbstarr, tagelstarr och gotlandsag.  
Av rödlistade arter är bl.a. grynig lundlav, kristallundlav, pulverädellav, hållav, mindre hackspett och nötkråka funna i reservatsområdet.
De andra sjöarna i reservatet är Långsbergssjöarna och Getlycke Kvarnevatten.
Naturreservatet förvaltas av Västkuststiftelsen.